# Paial
Paial é um município brasileiro do estado de Santa Catarina. Localiza-se a uma latitude 27º15'08" sul e a uma longitude 52º29'53" oeste, estando a uma altitude de 425 metros. Sua população estimada em 2011 era de 1 741 habitantes.
Possui uma área de 85,761 km².

## Origem
O município de Paial conta com um legado cultural muito grande. A origem do nome se dá em duas versões distintas: a primeira diz que Paial tem sua origem ligada a caçadores gaúchos que vinham para este local caçar e se abrigavam em um paiol coberto de palhas de guaricangas próximo ao lajeado Tapera (riacho da região). Devido as várias miscigenações e pronuncias incorretas, denominaram este local de Paial. A segunda diz que no início da colonização, havia um agrimensor denominado Bayer. Devido as miscigenações e dificuldades de pronuncia, surgiu: Baiel, Paiel, Paial. No início de 1924, fundou-se o primeiro povoamento com o imigrante Pritch que se estabeleceram nas proximidades de lajeado Tatu formando-se uma colônia coletiva de alemães vindos do Rio Grande do Sul, sendo um total de 30 famílias. Não se adaptando ao trabalho agrícola, revoltaram-se pela falta de alimentos, atearam fogo em suas choupanas abandonando o local, tomando destinos diferentes.
Em 1929, Guilherme Frederico Bender comprou diversas colônias de terras da empresa colonizadora Luce Rosa & Cia nas proximidades do lajeado Tapera, Goiabal e Rio Irani. No final do ano de 1930, Guilherme Frederico Bender veio reconhecer suas terras, pois foi informado que estava ocorrendo retirada de madeira não autorizada de suas terras e comercializadas com a Argentina através de balsas durante as cheias do Rio Uruguai. Após um mês retornou a cidade de Não Me Toque - RS, loteando a sua reserva e confirmando o nome de Paial, o qual já era conhecido na Região. Em 1938, Guilherme Frederico Bender acaba falecendo e seu filho inicia a venda de terras para imigrantes do Rio Grande do Sul. Em 1940 chega o Primeiro Morador, Srº Willi Pommerening, em seguida vieram outros moradores: 1942 Abilio Frederico Jung, 1943- Edgar Floriano Grinevald, Pedro Hespich e Alberto Virgutz, 1946- Eduardo Bischoff e Ernesto Augusto Braatz, 1947- Fridoldo Bochoff e em 1951 Julio Bender.

## Fundação
Paial pertencia inicialmente, em 1917 a Cruzeiro (hoje Joaçaba), posteriormente a Concórdia, em 1953 a Seara, em 1956 a Itá, e em 4 de julho de 1995 cria-se o Município de Paial. Devido as dificuldades de aceso encontrado pelos habitantes para efetuarem registros e para obterem maiores condições administrativas, os moradores de Paial entram com pretensão na Câmara Municipal de Ita, solicitando a emancipação a Distrito, sendo que foi aprovado pela Resolução Nº 2/61 e homologada através da Lei Estadual Nº 776 de 1º de Dezembro de 1961 e instituído em 16 de Setembro de 1962 com as Primeiras autoridades: Escrivão de Paz : Abílio Faustino Bender/ Suplente de Escrivão de Paz : Carlos Andrighi Sub-Delegado de Policia : Francisco Maciel Bageston (o qual se deu nome ao Colégio Estadual ficando assim constituído Escola de Educação Básica Francisco Maciel Bageston)./ Fiscal do Posto de Arrecadação dos Impostos do Estado : Elias Bernardi/ Intendentes : 1962 a 1967 :Osvaldo Becker; 1967 a 1975 : Reinaldo Albrecht; 1975 a 1983 : Osvaldo Becker; 1983 a 1997 : Acy Hilson Bender.
Os primeiros vereadores que representaram o município de Paial são: Arthur Auler (nome este dado a Escola Municipal de Linha Aparecida), Osvaldo Arlindo Becker, Avelino Auler, Claudino José Lippert ( em valorização ao seu trabalho foi homenageado colocando seu nome no Centro Esportivo, atual centro de eventos, hoje denominado “Centro de Eventos Claudino José Lippert”), João Capelesso (valorizando seu trabalho, em sua homenagem colocando seu nome no Centro Administrativo, hoje denominado “Centro Administrativo João Capelesso”), João Pommerening, Névio Antonio Mortari. No início a intendência funcionava na residência do intendente. Em 1987 com a inauguração da Casa do Trabalhador (hoje Centro Administrativo) é que a Intendência passou a ter sede própria onde passou a funcionar Posto de Saúde, Gabinete Odontológico, Posto do Banco Besc, Despachante, Cartório do registro Civil, Sindicato dos Trabalhadores Rurais, Posto telefônico, ainda passou a funcionar a Sub-Prefeitura com um pequeno Parque de Máquinas. Em 3 de outubro de 1996 ocorre a primeira eleição para o Poder Executivo e Legislativo, onde os mesmos tomaram posse em 1º de Janeiro de 1997, ficando assim constituída: Prefeito: Névio Antonio Mortari/ Vice-Prefeito: Aldair Antonio Rigo. Câmara de Vereadores: Ademir Andrighi; Amandio Auler; Jaci Vizzoto; Jandir Cromianski; Júlio Augusto Bender; Manuel Otávio Alves de Oliveira; Neri Pommerening; Telmo Augusto Steindorff; Oscar Sive. É a cidade do Esquadrão Arara.